# LUX Fight League
LUX Fight League, mais conhecido como LUX, é uma organização de artes marciais mistas sediada no México. É considerado o maior campeonato de MMA do país e de toda a América Latina.

## História
A LUX Fight League foi fundada em 21 de julho de 2017 por Joe Mendoza. O evento inaugural do LUX aconteceu na mesma data em Tampico, no estado de Tamaulipas, com o lutador mexicano Efrain Escudero e o lutador brasileiro Bruno Murata como atrações principais; Escudero acabou levando a vitória. O segundo evento LUX foi realizado em 17 de fevereiro de 2018, no Ginásio Olímpico Juan de la Barrera, na Cidade do México, que seria seu local oficial. Comparado ao primeiro, que teve apenas quatro lutas, este teve um total de nove.
Devido à pandemia de COVID-19, declarada em março de 2020, o evento "LUX 009" foi realizado no Showcenter Complex a portas fechadas, após ter sido previamente agendado para 3 de abril. O evento seguinte, "LUX 010", marcaria o retorno do público, embora com público limitado para evitar a propagação do vírus. Foi o primeiro evento esportivo no país desde o início da pandemia a abrir suas portas ao público.
Em 2025, a LUX anunciou a criação do "Streamers Smash", uma competição que reúne lutadores e streamers, e o vencedor recebe um contrato com a promoção. O torneio de eliminação única consiste em oito lutadores amadores que terão um streamer ao seu lado para guiá-los.

## Atuais campeões

### Divisão Masculina
| Divisão Masculina | Limite de Peso | Campeão            | Nacionalidade | Desde                 | Defesas de Título |
| ----------------- | -------------- | ------------------ | ------------- | --------------------- | ----------------- |
| Pesos Médio       | 84 kg          | —                  | —             | —                     | —                 |
| Pesos Meio Médio  | 77 kg          | Raúl Zaragoza      | México        | 31 de janeiro de 2025 | 0                 |
| Peso Leve         | 71 kg          | Kazula Vargas      | México        | 1 de novembro de 2024 | 0                 |
| Peso Pena         | 66 kg          | Édgar Delgado      | Costa Rica    | 11 de augusto de 2023 | 3                 |
| Peso Galo         | 61 kg          | Juan Díaz          | Peru          | 1 de dezembro de 2023 | 1                 |
| Peso Mosca        | 57 kg          | Jorge Calvo Martín | Costa Rica    | 17 de março de 2023   | 4                 |

### Divisão Feminina
| Divisão Feminina    | Limite de Peso | Campeão        | Nacionalidade | Desde                 | Defesas de Título |
| ------------------- | -------------- | -------------- | ------------- | --------------------- | ----------------- |
| Peso Mosca Feminino | 57 kg          | Fernanda Muñoz | Colombia      | 6 de outubro de 2023  | 0                 |
| Peso Palha Feminino | 57 kg          | Andrea Vázquez | México        | 11 de outubro de 2024 | 1                 |